# 國勢調查 (日本)
日本國勢調查（日语：／ Kokusei Chōsa），又稱日本人口普查，是日本基於《統計法》（平成19年5月23日法律第53号），為了總務大臣作成国勢統計，而對在日居住的全部人及戶口實施的國家重要的基本統計調查（普查）。

## 歷史

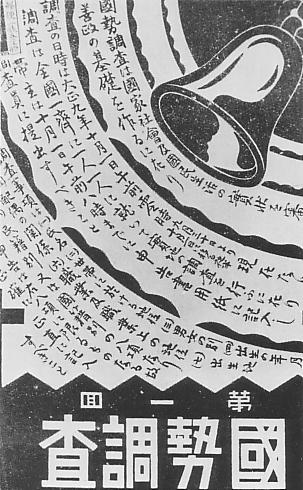
第一回國勢調查宣傳海報

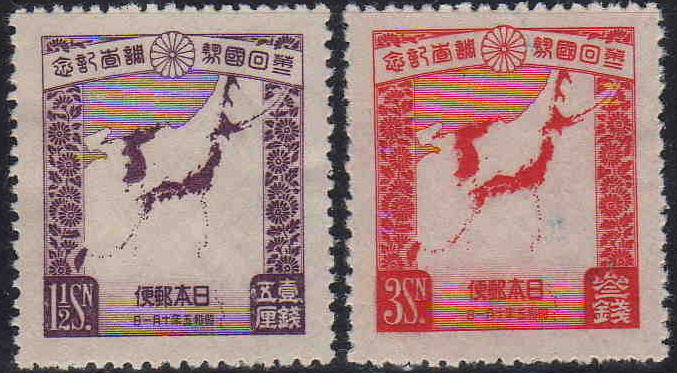
第二回國勢調查紀念郵票

日本原本預定在1905年（明治38年）實施全國首次的國勢調查，但因日俄戰爭爆發，國勢調查中止。日本最早的一回人口普查是在1920年（大正9年），之後每5年進行一次人口普查。1945年（昭和20年）本應實施的人口普查因戰爭而停止。1947年（昭和22年）實施了一次臨時人口普查。最近的一次是在2020年（令和2年，人口普查100周年），這也是第21回人口普查，第二次全国范围線上调查（第一次是2015年）。
| 回數   | 實施年月日                | 調查方法   | 調查人数    |
| ------ | ------------------------- | ---------- | ----------- |
| 第1回  | 大正9年（1920年）10月1日  | 大規模調查 | 55,963,053  |
| 第2回  | 大正14年（1925年）10月1日 | 簡易調查   | 59,736,822  |
| 第3回  | 昭和5年（1930年）10月1日  | 大規模調查 | 64,450,005  |
| 第4回  | 昭和10年（1935年）10月1日 | 簡易調查   | 69,254,148  |
| 第5回  | 昭和15年（1940年）10月1日 | 大規模調查 | 73,114,308  |
| 第6回  | 昭和22年（1947年）10月1日 | 臨時調査   | 78,101,473  |
| 第7回  | 昭和25年（1950年）10月1日 | 大規模調查 | 83,199,637  |
| 第8回  | 昭和30年（1955年）10月1日 | 簡易調查   | 89,275,529  |
| 第9回  | 昭和35年（1960年）10月1日 | 大規模調查 | 93,418,501  |
| 第10回 | 昭和40年（1965年）10月1日 | 簡易調查   | 98,274,961  |
| 第11回 | 昭和45年（1970年）10月1日 | 大規模調查 | 103,720,060 |
| 第12回 | 昭和50年（1975年）10月1日 | 簡易調查   | 111,939,643 |
| 第13回 | 昭和55年（1980年）10月1日 | 大規模調查 | 117,060,396 |
| 第14回 | 昭和60年（1985年）10月1日 | 簡易調查   | 121,048,923 |
| 第15回 | 平成2年（1990年）10月1日  | 大規模調查 | 123,611,167 |
| 第16回 | 平成7年（1995年）10月1日  | 簡易調查   | 125,570,246 |
| 第17回 | 平成12年（2000年）10月1日 | 大規模調查 | 126,925,843 |
| 第18回 | 平成17年（2005年）10月1日 | 簡易調查   | 127,767,994 |
| 第19回 | 平成22年（2010年）10月1日 | 大規模調查 | 128,056,026 |
| 第20回 | 平成27年（2015年）10月1日 | 簡易調查   | 127,094,745 |
| 第21回 | 令和2年（2020年）10月1日  | 大规模调查 | 126,226,568 |
| 第22回 | 令和7年（2025年）10月1日  | 簡易調查   |             |

除此之外，為確保戰時、戰後、軍需相關的人員需要和必需物資的配給統制，也會實施人口調查。這些不稱為「国勢調査」，是戶口相關的調査，並不包含軍人、無軍職雇員及外國人。
| 實施年月日                | 調查方法     | 調查人数   |
| ------------------------- | ------------ | ---------- |
| 昭和19年（1944年）2月22日 | 人口調查     | 73,456,141 |
| 昭和20年（1945年）11月1日 | 人口調查     | 71,998,104 |
| 昭和21年（1946年）4月26日 | 人口調查     | 73,114,136 |
| 昭和23年（1948年）8月1日  | 常住人口調查 | 80,216,896 |

美國統治琉球時期，沖繩亦實施其独自的国勢調査。
| 實施年月日                | 調查方法                 | 調查人数              |
| ------------------------- | ------------------------ | --------------------- |
| 昭和25年（1950年）12月1日 | 大規模調查               | 917,875（含奄美群島） |
| 昭和30年（1955年）12月1日 | 臨時國勢調查（簡易調査） | 801,065               |
| 昭和35年（1960年）12月1日 | 大規模調查               | 883,122               |
| 昭和40年（1965年）10月1日 | 臨時國勢調查（簡易調査） | 934,176               |
| 昭和45年（1970年）10月1日 | 大規模調查               | 944,111               |

## 台灣
1905年（明治38年），日本政府原先規劃在台灣、日本同步進行人口普查，但日本本土因日俄戰爭中止國勢調查，台灣在後藤新平民政長官的主政之下依照原定計畫實施，因為只在台灣實施，所以稱為「臨時台灣戶口調查」，同時也是亞洲最早舉行人口普查的地方之一。

## 外部連結
- 總務省統計局：
  -  - 日本全国的国勢調查數據，可以通過GIS形式下載